# XBAP
XBAP (англ. XAML Browser Application — браузерное приложение XAML) — это
WPF-приложение, которые выполняется внутри браузера Web-страниц.
Приложение ХВАР является полноценным приложениям WPF, имеющим некоторые основные отличия:
- ХВАР-приложение выполняется внутри окна браузера и может занимать всю область Web-страницы или только часть. (В HTML размечается с помощью дескриптора <iframe>.)

- ХВАР-приложение имеет ограниченные права в целях применения облегчённой модели развертывания, позволяющей пользователям запускать приложения WPF без риска выполнения потенциально опасного кода.
Приложению ХВАР предоставляются те же разрешения, что и приложению .NET, которое запускается из глобальной или локальной сети, так как используется аналогичный механизм безопасности.

- ХВАР-приложение не требует инсталляции (специальной установки на компьютер пользователя).
При запуске приложения ХВАР оно загружается и помещается в кэш браузера, но не устанавливается в системе. Это дает Web-модель мгновенного обновления — при каждом обращении пользователя к данному приложению загружается новая версия (если оно отсутствует в кэше и было обновлено).

В отличие от программной модели, используемой в технологиях ActiveX и Silverlight, где апплеты действительно загружаются внутри процесса браузера, XBAP-приложения только отображают своё содержимое в окне браузера, но при этом, как любое WPF-приложение, запускаются в виде отдельного процесса управляемого средой CLR.
Одно из преимуществ приложений ХВАР — возможность работать с ними без лишних подсказок и приглашений: пользователь может открыть приложение ХВАР в браузере и начать работать с ним точно так же, как с Java-апплетом, Flash-анимацией или оснащенной кодом JavaScript Web-страницей. Никакого приглашения выполнить инсталляцию и предупреждения по
поводу безопасности не появляется.